# Chachimewa
Chachimewa, jedna od bandi Atfalati Indijanaca, porodica Kalapooian, koji su u prvoj polovici 19. stoljeća živjeli na ili blizu nekadašnjeg jezera Wapato Lake, na području današnjeg okruga Yamhill u Oregonu. Ne smiju se brkati s bandom Chachamewa (kod Swantona) ili Chachemewa (Hodge) koji su živjeli na mjestu današnjeg Forest Grovea.